# أليكس مورونو
أليكس مورونو (بالإنجليزية: Alex Morono؛ مواليد 16 أغسطس 1990) هو مُقاتل فنون قتالية مختلطة أمريكي.

## وصلات خارجية
- أليكس مورونو على موقع يو إف سي (الإنجليزية)
- أليكس مورونو على موقع شيردوغ (الإنجليزية)
- أليكس مورونو على موقع Tapology.com (الإنجليزية)
- أليكس مورونو على موقع IMDb (الإنجليزية)